# Helmut Mayer
Helmut Mayer (Feldkirchen in Kärnten, 4 marzo 1966) è un ex sciatore alpino austriaco, vincitore di una Coppa Europa, di una medaglia olimpica e di una iridata.

## Biografia

### Stagioni 1984-1988
Mayer, originario di Waiern di Feldkirchen in Kärnten, ottenne il suo primo risultato di rilievo nel Circo bianco vincendo la medaglia d'argento nello slalom gigante ai Mondiali juniores di Sugarloaf 1984. Nella stagione 1985-1986 in Coppa Europa si piazzò al 3º posto nella classifica generale e al 2º in quella di slalom gigante, mentre in Coppa del Mondo conquistò i primi punti il 15 dicembre 1986 a Kranjska Gora, piazzandosi 14º in slalom gigante. In quella stagione 1986-1987 vinse anche la classifica generale di Coppa Europa, assieme a quelle di supergigante e di slalom gigante.
Il 19 dicembre 1987 si aggiudicò a Kranjska Gora in slalom gigante la sua unica vittoria in Coppa del Mondo, nonché primo podio; in occasione dei successivi XV Giochi olimpici invernali di Calgary 1988, sua unica presenza olimpica, vinse la medaglia d'argento nel supergigante, giungendo alle spalle di Franck Piccard, e si classificò 7º nello slalom gigante.

### Stagioni 1989-1993

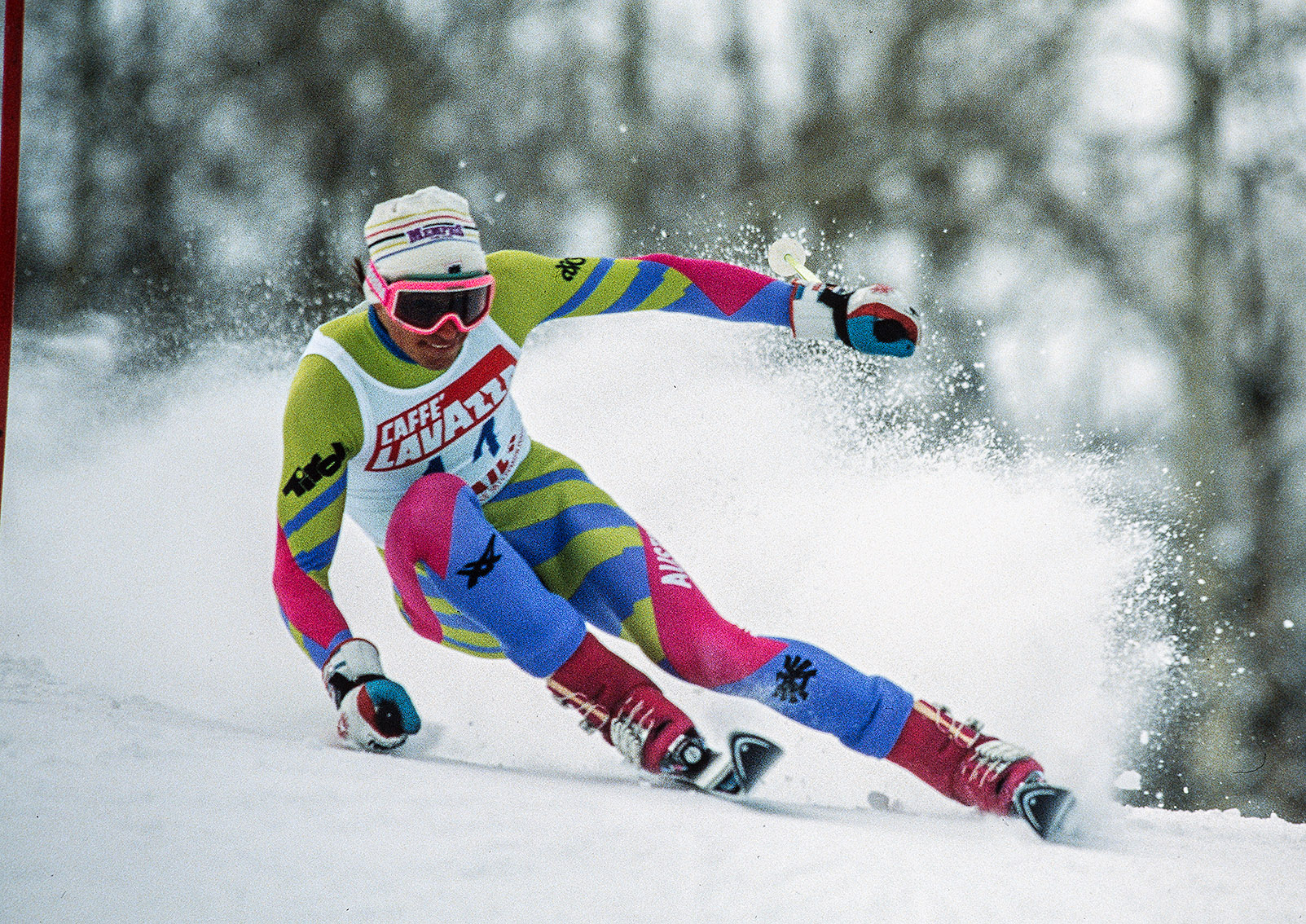
Mayer in gara ai Mondiali di Vail 1989

Ai Mondiali di Vail 1989, sua unica presenza iridata, ottenne la medaglia d'argento nello slalom gigante e il 18 febbraio dello stesso anno ad Aspen in supergigante salì per l'ultima volta sul podio in Coppa del Mondo (3º).
L'ultimo piazzamento della sua attività agonistica fu il 23º posto ottenuto sul classico tracciato della Gran Risa in Alta Badia nello slalom gigante di Coppa del Mondo disputato il 19 dicembre 1993, anche se in seguito prese ancora parte ad alcune gare minori; è padre di Matthias, a sua volta sciatore alpino.

## Palmarès

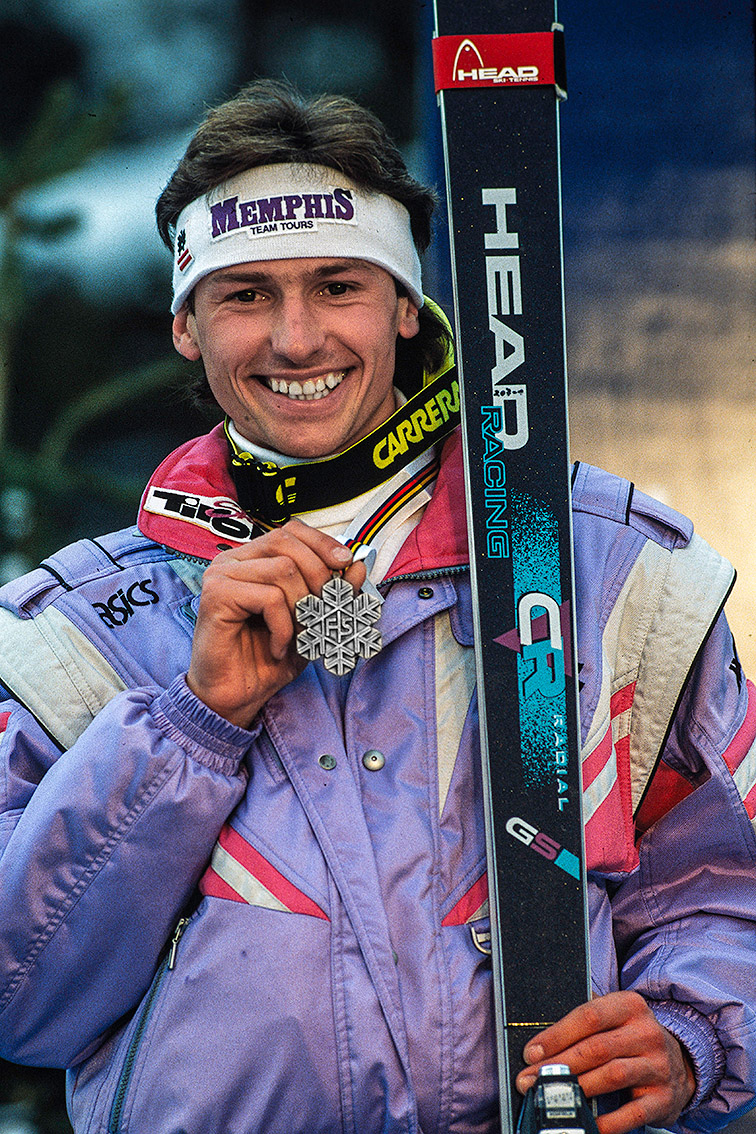
Mayer con la medaglia d'argento vinta nello slalom gigante ai Mondiali di Vail 1989

### Olimpiadi
- 1 medaglia:
  - 1 argento (supergigante a Calgary 1988)

### Mondiali
- 1 medaglia:
  - 1 argento (slalom gigante a Vail 1989)

### Mondiali juniores
- 1 medaglia:
  - 1 argento (slalom gigante a Sugarloaf 1984)

### Coppa del Mondo
- Miglior piazzamento in classifica generale: 12º nel 1988
- 5 podi (2 in supergigante, 3 in slalom gigante):
  - 1 vittoria
  - 4 terzi posti

#### Coppa del Mondo - vittorie
| Data             | Località      | Paese      | Specialità |
| ---------------- | ------------- | ---------- | ---------- |
| 19 dicembre 1988 | Kranjska Gora | Jugoslavia | GS         |

Legenda:

GS = slalom gigante

### Coppa Europa
- Vincitore della Coppa Europa nel 1987
- Vincitore della classifica di supergigante nel 1987
- Vincitore della classifica di slalom gigante nel 1987

### Campionati austriaci
- 6 medaglie[2]:
  - 4 ori (slalom gigante nel 1986; supergigante nel 1989; slalom gigante nel 1991; slalom gigante nel 1993)
  - 2 bronzi (slalom gigante nel 1985; slalom gigante nel 1988)